# کلادروبی ناد اوسلاووو
کلادروبی ناد اوسلاووو (به چکی: Kladeruby nad Oslavou) یک منطقهٔ مسکونی در جمهوری چک است که در منطقه تربیچ واقع شده‌است.
 کلادروبی ناد اوسلاووو ۱۲٫۷۶ کیلومتر مربع مساحت و ۲۰۰ نفر جمعیت دارد و ۳۹۵ متر بالاتر از سطح دریا واقع شده‌است.